# Parafia św. Andrzeja Boboli w Lubini Małej
Parafia Świętego Andrzeja Boboli w Lubini Małej – parafia rzymskokatolicka znajdująca się w diecezji kaliskiej, w dekanacie Żerków.